# Saison 2017 de l'équipe cycliste CCC Sprandi Polkowice
La saison 2017 de l'équipe cycliste CCC Sprandi Polkowice est la dix-huitième de cette équipe.

## Préparation de la saison 2017

### Arrivées et départs
| Arrivées           | Équipe 2016      |
| ------------------ | ---------------- |
| Marcin Białobłocki | ONE              |
| Jonas Koch         | Verva ActiveJet  |
| Michal Schlegel    | Klein Constantia |
| František Sisr     | Klein Constantia |
| Jan Tratnik        | Amplatz-BMC      |

| Départs             | Équipe 2017        |
| ------------------- | ------------------ |
| Josef Černý         |                    |
| Víctor de la Parte  | Movistar           |
| Adrian Honkisz      |                    |
| Tomasz Kiendyś      | retraite           |
| Eryk Latoń          | Hurom              |
| Jarosław Marycz     |                    |
| Bartłomiej Matysiak |                    |
| Davide Rebellin     | Kuwait-Cartucho.es |
| Grzegorz Stępniak   | Wibatech Fuji      |
| Sylwester Szmyd     | retraite           |

### Objectifs
Essayer d'avoir un Wild car pour participer à un grand tour

## Coureurs et encadrement technique

### Effectif
| Cycliste            | Date de naissance | Nationalité | Équipe 2016           |  |
| ------------------- | ----------------- | ----------- | --------------------- |  |
| Alan Banaszek       | 30 octobre 1997   | Pologne     | CCC Sprandi Polkowice |  |
| Marcin Białobłocki  | 2 septembre 1983  | Pologne     | ONE                   |  |
| Piotr Brożyna       | 17 février 1995   | Pologne     | CCC Sprandi Polkowice |  |
| Felix Großschartner | 23 décembre 1993  | Autriche    | CCC Sprandi Polkowice |  |
| Jan Hirt            | 21 janvier 1991   | Tchéquie    | CCC Sprandi Polkowice |  |
| Jakub Kaczmarek     | 27 septembre 1993 | Pologne     | CCC Sprandi Polkowice |  |
| Jonas Koch          | 25 juin 1993      | Allemagne   | Verva ActiveJet       |  |
| Adrian Kurek        | 29 mars 1988      | Pologne     | CCC Sprandi Polkowice |  |
| Kamil Małecki       | 2 janvier 1996    | Pologne     | CCC Sprandi Polkowice |  |
| Nikolay Mihaylov    | 25 juin 1981      | Bulgarie    | CCC Sprandi Polkowice |  |
| Marcin Mrożek       | 26 février 1990   | Pologne     | CCC Sprandi Polkowice |  |
| Łukasz Owsian       | 24 février 1990   | Pologne     | CCC Sprandi Polkowice |  |
| Michał Paluta       | 14 octobre 1995   | Pologne     | CCC Sprandi Polkowice |  |
| Maciej Paterski     | 12 septembre 1986 | Pologne     | CCC Sprandi Polkowice |  |
| Leszek Pluciński    | 3 juin 1990       | Pologne     | CCC Sprandi Polkowice |  |
| Simone Ponzi        | 17 janvier 1987   | Italie      | CCC Sprandi Polkowice |  |
| Branislau Samoilau  | 25 mai 1985       | Biélorussie | CCC Sprandi Polkowice |  |
| Michal Schlegel     | 31 mai 1995       | Tchéquie    | Klein Constantia      |  |
| František Sisr      | 17 mars 1993      | Tchéquie    | Klein Constantia      |  |
| Patryk Stosz        | 15 juillet 1994   | Pologne     | CCC Sprandi Polkowice |  |
| Mateusz Taciak      | 16 juin 1984      | Pologne     | CCC Sprandi Polkowice |  |
| Jan Tratnik         | 23 février 1990   | Slovénie    | Amplatz-BMC           |  |

## Bilan de la saison

### Victoires
| Date       | Course                                                           | Pays      | Classe | Vainqueur             |
| ---------- | ---------------------------------------------------------------- | --------- | ------ | --------------------- |
| 23/03/2017 | 1re étape b de la Semaine internationale Coppi et Bartali        | Italie    | 2.1    | CCC Sprandi Polkowice |
| 07/05/2017 | 3e étape du CCC Tour-Grody Piastowskie                           | Pologne   | 2.2    | Alan Banaszek         |
| 01/06/2017 | 1re étape du Szlakiem Walk Majora Hubala                         | Pologne   | 2.1    | Maciej Paterski       |
| 04/06/2017 | Classement général du Szlakiem Walk Majora Hubala                | Pologne   | 2.1    | Maciej Paterski       |
| 07/06/2017 | Prologue du Tour de Slovaquie                                    | Slovaquie | 2.1    | Jan Tratnik           |
| 10/06/2017 | 2e étape du Tour of Malopolska                                   | Pologne   | 2.2    | Maciej Paterski       |
| 11/06/2017 | 3e étape du Tour of Malopolska                                   | Pologne   | 2.2    | Maciej Paterski       |
| 11/06/2017 | Classement général du Tour of Malopolska                         | Pologne   | 2.2    | Maciej Paterski       |
| 11/06/2017 | Classement général du Tour de Slovaquie                          | Slovaquie | 2.1    | Jan Tratnik           |
| 17/06/2017 | Memorial Grundmanna i Wizowskieg                                 | Pologne   | 1.2    | Alan Banaszek         |
| 18/06/2017 | Korona Kocich Gór                                                | Pologne   | 1.2    | Lukasz Owsian         |
| 25/06/2017 | Champion de Pologne sur route                                    | Pologne   | CN     | Adrian Kurek          |
| 25/06/2017 | Champion de Bulgarie sur route                                   | Bulgarie  | CN     | Nikolay Mihaylov      |
| 29/06/2017 | 2e étape de la Course de Solidarnosc et des Champions Olympiques | Pologne   | 2.2    | Alan Banaszek         |
| 12/08/2017 | Memorial Henryka Lasaka                                          | Pologne   | 1.2    | Alan Banaszek         |
| 13/08/2017 | Coupe des Carpathes                                              | Pologne   | 1.2    | Maciej Paterski       |

### Résultats sur les courses majeures
Les tableaux suivants représentent les résultats de l'équipe dans les principales courses du calendrier international dans lesquelles l'équipe bénéficie d'une invitation (les cinq classiques majeures et les trois grands tours). Pour chaque épreuve est indiqué le meilleur coureur de l'équipe, son classement ainsi que les accessits glanés par CCC Sprandi Polkowice sur les courses de trois semaines.

#### Classiques
| Classique            | Milan-San Remo | Tour des Flandres | Paris-Roubaix | Liège-Bastogne-Liège | Tour de Lombardie |
| -------------------- | -------------- | ----------------- | ------------- | -------------------- | ----------------- |
| Coureur (classement) |                |                   |               |                      |                   |

#### Grands tours
| Grand tour           | Tour d'Italie  | Tour de France | Tour d'Espagne |
| -------------------- | -------------- | -------------- | -------------- |
| Coureur (classement) | Jan Hirt (12e) |                |                |
| Accessits            | -              |                |                |